# 新庄 (雲林縣古坑鄉)
新庄，是台灣雲林縣古坑鄉北部的一個傳統地域名稱。相較於今日行政區，其範圍大致與新庄村相近。

## 歷史
台灣清治末期至日治初期，新庄地區為一街庄，稱為「新庄」，隸屬於斗六堡。該庄輪廓呈西北—東南走向狹長形，西北與菜公庄、內林庄為鄰，東北與棋盤厝庄為鄰，東南邊為鯉魚尾庄，西南邊為溪邊厝庄。
1901年（日治明治三十四年）11月，全台廢縣廳改設二十廳，該庄隸屬於斗六廳。1903年（明治三十六年）6月，該庄編入「菜公區」，隸屬於斗六廳。1909年（明治四十二年）10月，合併二十廳為十二廳，菜公區改隸屬於嘉義廳。1920年（大正九年），全台地方制度大改正，廢十二廳改設五州二廳，該庄改制為「新庄」大字，隸屬於臺南州斗六郡古坑庄。
戰後古坑庄改制為古坑鄉，隸屬於臺南縣，大字亦改制為村。1950年10月，雲、嘉、南分治，古坑鄉改隸屬雲林縣。

## 聚落
本地區發展較早的聚落為下新庄（新庄），在日治期初期的官方地圖上已有記載。此外，本地區尚有圳頭坑、石仔坑、暗坑仔、王田、圳頭坑頭等聚落。

## 交通
國道3號又稱「福爾摩沙高速公路」，是貫穿台灣西部的兩條縱向高速公路之一，大致以東北微北—西南微南走向轉東北—西南走向經過新庄地區西北部。境內未設交流道，北側最近的是省道台3線交會處的斗六交流道，南側最近的是縣道149甲線、縣道158甲線交會處合併設置的古坑交流道及其中間所夾省道台78線（東西向快速公路－台西古坑線）東側端點的古坑系統交流道。由此可快速前往台灣南北各地及雲林縣中、西部。
鄉道雲213線是湖山至東和（溪邊厝）的道路，大致以東北—西南走向由本地區東北部邊界的北側過圳頭坑溪新梅橋入境後，經鄉道雲216線起點路口轉西南微西並進入新庄聚落，經鄉道雲215線左側路口後與其共線，過石仔坑溪新庄橋及鄉道雲215線右側路口後獨行以至出境。由該道路向東北可前往棋盤厝西北端、內林、咬狗並止於其西部偏北的鄉道雲218線路口；向西南微西可前往溪邊厝與菜公交界地帶、溪邊厝並止於鄉道雲201線路口。
鄉道雲215線是重光至圳頭坑的道路，大致以西北西—東南東走向由本地區西北部邊界西側入境後，至鄉道雲213線路口轉東北微東與其共線，至新庄聚落的鄉道雲213線路口轉東南獨行，其後轉南南西再轉東南微南出聚落後蜿蜒而行，經國道3號高架橋下、鄉道雲217線終點路口、鄉道雲215-1線起點路口後續行，最終止於圳頭坑聚落。
鄉道雲215-1線是石坑至彎子的道路，其西北側端點位於本地區中部偏西北的鄉道雲215線路口。由此向南轉南南東蜿蜒而行，至本地區西南部邊界的石坑仔溪右岸轉東南沿溪岸蜿蜒而行，至該溪石坑橋東北側轉西南過橋並出境後，轉西可前往溪邊厝地區的彎子並止於其西南郊的縣道149甲線路口。
鄉道雲216線是新庄至黃竹坑的道路，其西側端點位於本地區西北部新庄聚落東北側的鄉道雲213線路口。由此向東南轉東出境，轉東南東經國道3號高架橋下後可前往棋盤厝並止於其東南方的黃竹坑溪（黃德坑溪）左岸道路（對岸為養雞場）。
鄉道雲217線是梅林至圳頭坑的道路，其南側端點位於本地區中部偏西北的於鄉道雲215線路口。由此向東北轉西北再轉東北出境後，可前往棋盤厝、內林（梅林）並止於鄉道雲213線路口。

## 學校
- 新光國小

## 廟宇
- 新庄茄苳公（茄苳公）